# 里奇齊亞 (戈夏區)
50°43′58″N 26°31′15″E / 50.73278°N 26.52083°E
里奇齊亞（烏克蘭語：Річиця），是烏克蘭西北部的村莊，隸屬里夫內州的里夫內區。該村始建於1800年，面積2.68平方公里，海拔高度185米，2001年人口566，人口密度每平方公里211人。